# Beharus
Beharus is een geslacht van wantsen uit de familie van de Reduviidae (Roofwantsen). Het geslacht werd voor het eerst wetenschappelijk beschreven door Charles Jean-Baptiste Amyot & Jean Guillaume Audinet-Serville in 1843.

## Soorten
Het genus is monotypisch en bevat alleen de volgende soort:

- Beharus cylindripes (Fabricius, 1803)